# Zračna luka Lungi
Zračna luka Lungi je međunarodna zračna luka, koja se nalazi u obalnom gradu Lungi u Sijera Leoneu.
To je jedina međunarodna zračna luka u Sijera Leoneu. Rijeka Sijera Leone razdvaja Zračnu luku Lungi od glavnoga grada Freetowna. 
Prije ove zračne luke, kao civilna zračna luka, koristila se zračna baza britanskih kraljevskih zračnih snaga. 
Budući da je Zračna luka Lungi okružena morem, na putu do glavnoga grada Freetowna, putnici imaju opcije putovanja redovnom trajektnom linijom, taksi gliserima i autobusnim prijevozom. Većina putnika, koji putuju izvan Freetowna i udruge dijelove Sijera Leone, koriste autocestu.
Trajekt je najjeftiniji i najčešći način putovanja od Zračne luka Lungi do Freetowna za većinu stanovnika. Vožnja trajektom traje oko sat vremena do Freetowna.